# Podklan
Podklan je kopec, který se nachází u Zbyslavic (okres Ostrava-město, Moravskoslezský kraj) na Vítkovské vrchovině (součást Nízkého Jeseníku) a má výšku 376 m n. m. Severovýchodní a východní úpatí kopce, v údolí potoka Polančice, tvoří východní hranici Přírodního parku Oderské vrchy. Vrchol, který je nejvyšším bodem katastru Zbyslavic, se nachází na poli a nevede k němu žádná cesta.

## Další informace
Podklan a především jeho východní a severovýchodní svahy jsou botanicky zajímavé.
Severovýchodně, přes údolí Polančice, se nachází vrchol Mezihoří (383 m n. m.).
Jižním směrem se nachází bývalý zbyslavický větrný mlýn.
Meteorologická předpověď počasí na Podklanu je dostupná na webu Meteocentrum.cz.
Na úpatí Podklanu, v Údolí Polančice se nachází stará vodárna.